# Fundacja Nasza Przyszłość
Fundacja Nasza Przyszłość – polskie wydawnictwo istniejące od 1995 roku, z siedzibą w Warszawie. Posiada również filię w Szczecinku.

## Charakterystyka
Fundacja współpracuje ściśle z Radiem Maryja i instytucjami towarzyszącymi mu. Oprócz wielu książek, płyt CD i DVD, wydaje co roku Kalendarz Rodziny Radia Maryja. W latach 1997–2009 wydawała miesięcznik Rodzina Radia Maryja, a od roku 2010 miesięcznik W Naszej Rodzinie.
W 1998 roku przy Fundacji "Nasza Przyszłość" powstało Prywatne Liceum Ogólnokształcące i Gimnazjum w Szczecinku.
Od 2001 roku Fundacja rozpoczęła wysyłkową dystrybucję książek poprzez drukowany katalog Splendor oraz księgarnię internetową.